# Frontières de la Roumanie

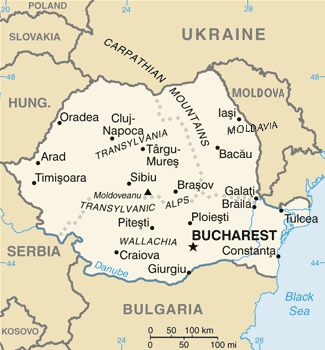
Carte de la Roumanie (en clair), mettant en évidence ses frontières terrestres avec les pays voisins.

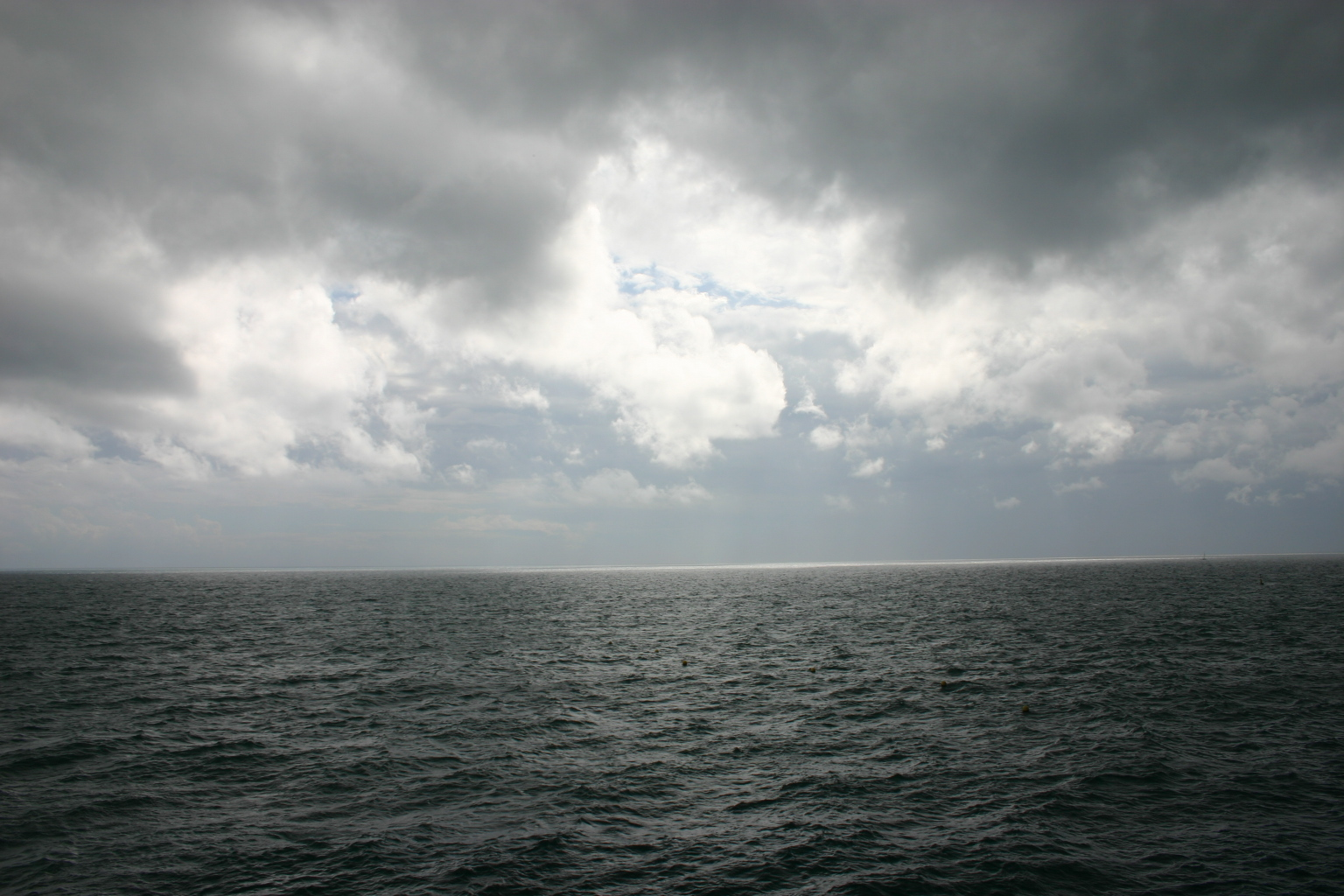
La zone économique exclusive de la Roumanie en mer Noire,.

Cet article recense les frontières de la Roumanie.

## Frontières
Après la seconde Guerre mondiale, les frontières de la Roumanie ont été internationalement reconnues et fixées au traité de paix de Paris de 1947, mais un litige sur 64,2 km est apparu en 1948 du fait des annexions soviétiques d'îles roumaines le long du bras de Chilia et en mer Noire. Ce litige devenu roumano-ukrainien en 1991 a été en majeure partie aplani par le traité frontalier roumano-ukrainien de Constanța du 2 juin 1997 et par la délimitation du 3 février 2009 de la Cour internationale de justice de La Haye, mais 31,7 km de frontière maritime restent discutés dans le golfe de Musura et au large.

### Frontières terrestres
La Roumanie partage des frontières terrestres avec ses 5 pays voisins : la Hongrie, la Serbie, la Bulgarie, l'Ukraine et la République de Moldavie (à ne pas confondre avec la province roumaine de Moldavie), pour un total de 2 956,5 km ; sur ce total, 1 877,2 km sont aussi des frontières de l'Union européenne.

### Frontières maritimes
La Roumanie possède en mer Noire un territoire maritime de 39 940 km2, délimité en 2009, dont 892 km2 d'eaux intérieures (bouches fluviales et limans), 4 487 km2 d'eaux territoriales, 4 460 km2 d'eaux contigües et 30 101 km2 de zone économique exclusive, dans laquelle se trouvent les deux plate-formes gazières Ana et Doïna ; des délimitations des eaux territoriales y existent avec 2 pays limitrophes :
- Ukraine au nord (31,7 km en litige) ;
- Bulgarie au sud (22,2 km rectilignes).

En outre, en Mer Noire, la zone économique exclusive de la Roumanie et donc de l'U.E. rencontre de facto celle de la Russie depuis qu'en 2014 celle-ci a annexé la Crimée ukrainienne (voir géostratégie de la mer Noire). Depuis l'invasion russe de l'Ukraine en 2022, les courants apportent périodiquement dans la zone économique exclusive de la Roumanie des mines qui menacent les navires et les plate-formes gazières roumaines.  

### Récapitulatif
Le tableau suivant récapitule l'ensemble des frontières de la Roumanie :
| Pays             | Terre (km) | Cours d'eau (km) | Mer (km) | Total (km) | Notes |
| ---------------- | ---------- | ---------------- | -------- | ---------- | --- |
| Hongrie          | 448        | —                | —        | 448        | Tracée en 1919 par la commission internationale « Lord » et le géographe français Emmanuel de Martonne |
| Serbie           | 256,8      | 289,6            | —        | 546,4      | Tracé terrestre fixé en 1919 par la même commission internationale et E. de Martonne ; tracé danubien reconnu en 1878 au Congrès de Berlin |
| Bulgarie         | 139,1      | 470              | 22,2     | 631,3      | Tracée en 1878 par une commission internationale du Congrès de Berlin |
| Ukraine          | 273,8      | 343,9            | 31,7     | 649,4      | Tracée en 1940 puis 1948 par une commission soviéto-roumaine à la suite des ultimatums soviétiques |
| Rép. de Moldavie | —          | 681,4            | —        | 681,4      | Frontière fixée au Traité de Bucarest (1812) sur la rivière Prut à travers la principauté de Moldavie, séparant ainsi la Moldavie occidentale de la Moldavie orientale alors devenue russe (Bessarabie). Abolie en 1918 par l'union entre la République démocratique moldave de Bessarabie et la Roumanie (comprenant la Moldavie occidentale). Rétablie le 28 juin 1940 en application du pacte Hitler-Staline. Confirmée ensuite au Traité de Paris (1947), le 28 août 1991 par la Roumanie reconnaissant l'indépendance de la République de Moldavie, le 8 décembre 1991 par les États de la Communauté des États indépendants (dont la Moldavie est membre) et le 27 juin 2014 par l'accord d'association entre la Moldavie et l'Union européenne. |
| Total            | 1117,7     | 1784,9           | 53,9     | 2956,5     | Au niveau du golfe de Musura, 31,7 km sont contestés ; les 2 924,8 km autres ne sont l'objet d'aucun litige. |